# Alamània
|  | No s'ha de confondre amb Alemanya. |

Divisió de la Gàl·lia el 481. El Regne alaman en verd

Alamània (Alamannia en la seva forma llatina), citada per primera vegada l'any 289, també anomenada Regne bàrbar d'Alemanya o Regne dels alamans tot i que no designa un territori unificat governat per un sol rei, sinó una confederació de petits regnes que cohabitaren en aquesta zona geogràfica, fou un dels regnes germànics establerts a la província romana de Germània Superior, amb els territoris avui a Suïssa, Baden-Württemberg i Alsàcia. Els mapes de les tableaux synoptiques de l'Histoire de Maurice Griffe la identifiquen com la frontera gal·loromana de Siagri l'any 476. El Regne dels alamans es va estendre, per tant, per la Gàl·lia romana. Tota la seva noblesa va morir en una massacre organitzada el 746, coneguda com la massacre de Cannstatt (Stuttgart).

## Història

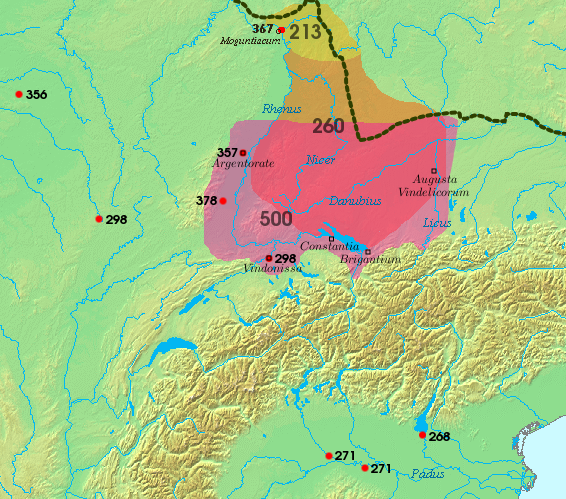
Expansió dels alamans del al VI

Els alamans eren originàriament una aliança de diverses tribus, totes pertanyents a la branca germànica occidental, que eren, abans de migrar, al voltant del Main superior, un dels principals afluents del Rin, a Alemanya. Una de les fonts més recents n'és el cognomen Alamannicus adoptat per Caracal·la, que governà l'Imperi Romà entre 211 i 217, i se'n proclamà a si mateix com a vencedor. La naturalesa d'aquesta aliança i la filiació del passat segueixen sent incertes. L'aliança es va tornar agressiva i van atacar la província romana de Germània Superior quan se'n presentà l'oportunitat.
A partir del segle i, el Rin esdevingué la frontera entre la Gàl·lia romana i els pobles de la Germània. Els pobles germànics i celtes se'n situaven al llarg de les dues ribes. Aquests territoris foren dividits pels romans en dues parts: la Germània Superior (al sud) i la Germània Inferior (al nord), ambdós pertanyents a la zona geogràfica de l'Alt Rin.
La Germània Superior era entre la part superior del Rin i el Danubi superior, incloent-hi la Selva Negra, que era més àmplia que en l'actualitat (vegeu Hercynia Silva). Els romans l'anomenaren els Agri Decumates, nom d'origen desconegut. Alguns arqueòlegs han traduït el nom com 'els deu cantons', l'entitat a què aquests districtes s'ha adjuntat és desconeguda.
Els romans crearen el limes de Germània, un conjunt de fortificacions establertes a la riba oest del Rin, a la província de Germània Superior. Els guerrers alamans travessaren sovint el limes per pillar la província i després retirar-se als Agri Decumates un cop fetes les seves incursions. És en la forma de confederació que es van assentar, al final del segle iv, a l'altiplà suís i a part de l'actual Baviera, Tirol i més a l'oest als Vosges alsacians, i arribaren a les valls alpines al segle viii.

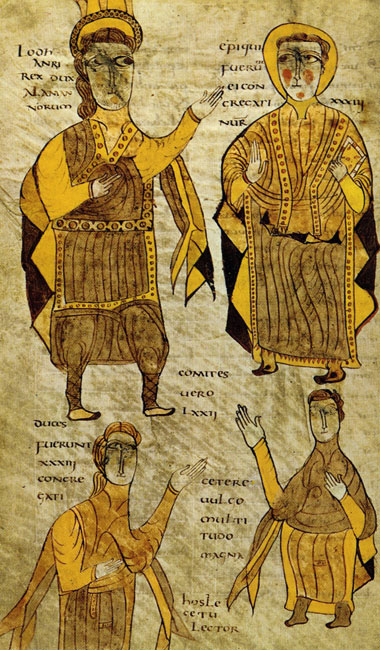
Lodhanri, rei dels alamans, envoltat per un bisbe, un duc i un comte. Vall del Loira (?), 803-814. Biblioteca Nacional de França,

## Llista de reis alamans
Alguns reis alamans (principis del segle iv i finals de segle x) foren:
1. Chrocus el 306;
2. Mederich (pare d'Agenaric i germà de Gundomar (llatinitzat Chnodomarius);
3. Vestralp;
4. Ur;
5. Agenarich (llatinitzat Serapi);
6. Suomar;
7. Hortar;
8. Gundomar i Vadomar;
9. Ursicí;
10. Macrià;
11. Rando;
12. Hariobaud;
13. Vithicab i Gibuld vers 470;
14. Lodhanri.